# Federico Geronis
Federico Geronis (nacido en Laboulaye o en Estación Paunero el 4 de abril de 1927 - fallecido el 26 de noviembre de 1996) es un exjugador de fútbol argentino. Se desempeñaba como delantero.

## Carrera
Con solo 17 años se destacó jugando en la primera de Sportivo Belgrano de San Francisco; su pase fue adquirido por Rosario Central en 1945. Como parte de pago, el club rosarino cedió a Huberto Giménez al cuadro cordobés.
Se destacó por su alta eficacia goleadora; en su torneo debut, el Campeonato de Primera División 1945, marcó 10 goles en 14 partidos, mientras que al año siguiente convirtió 23 tantos en 26 cotejos, marca que igualmente se vio superada por los 24 goles de Mario Boyé, goleador de ese certamen.

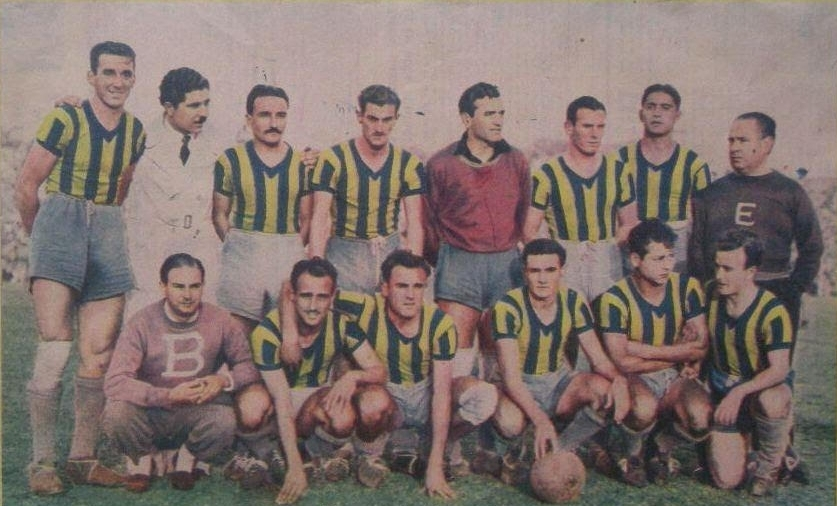
Rosario Central en 1946. Parados: Santiago Armándola, José Casalini, César Castagno, Roberto Quatrocchi, Alfredo Fógel, Lidoro Soria, Ángel Fernández Roca (DT); hincados: Ángel De Cicco, Benjamín Santos, Federico Geronis, Waldino Aguirre, Rubén Marracino.

Marcó 3 goles en clásicos rosarinos, todos durante el Campeonato de Primera División 1946. El primero fue en la derrota de su equipo 3-2 por la 15.ª fecha, mientras que los dos restantes fueron en la victoria canalla 3-2 en la 30.° y última fecha del torneo.
Sus destacadas actuaciones llamaron la atención de Boca Juniors, club en el que jugó dos temporadas y media, sin lograr mayor continuidad. Pasó a Platense al iniciarse la segunda ronda del Campeonato de Primera División 1949; en el calamar jugó hasta 1952. En este equipo protagonizó uno de los hechos más destacados en la historia del club, cuando, en el marco de una gira por Europa, Platense derrotó 3-2 a AC Milan en el mismísimo San Siro con dos goles de Geronis.
En 1954 jugó para Santiago Wanderers de Chile.

## Clubes
| Club                              | País      | Año       |
| --------------------------------- | --------- | --------- |
| Sportivo Belgrano (San Francisco) | Argentina | 1944      |
| Rosario Central                   | Argentina | 1945-1946 |
| Boca Juniors                      | Argentina | 1947-1949 |
| Platense                          | Argentina | 1949-1952 |
| Santiago Wanderers                | Chile     | 1954      |